# Aleucanitis indecora
Aleucanitis indecora là một loài bướm đêm trong họ Noctuidae.